# Крехівський монастир
Крехівський монастир святого Миколая Отців Василіян — монастир ЧСВВ УГКЦ у селі Крехів на Львівщині. Заснований як православний у 1612 році. Монастирський ансамбль — пам'ятка архітектури національного значення 17 — 18 століть.

## Історія
Засновниками Крехівського монастиря вважаються ченці Києво-Печерської Лаври Йоіл (пом. 1638) та Сильвестр. Вони в 1590-х роках поселились у вирубаній у скелі печері за 12 км від м. Жовкви. З часом ченців стало більше, за підтримки магната Станіслава Жолкевського вони збудували неподалік від печери церкву св. Петра і Павла, пізніше церкву Преображення і Троїцьку церкву. Тут же було зведено дзвіницю та келії монахів. Обитель мала свою чудотворну ікону Богородиці, яку подарувала монахам львівська православна родина Красовських. Свого часу в Крехові працював знаменитий художник Никодим Зубрицький (1688—1724), автор близько 400 гравюр. З 1660-х років за підтримки короля Михайла Вишневецького монастир був оточений великими фортечними мурами, які замикали чотири високі вежі. За його мурами не раз рятувалось багато людей, особливо під час нападів татар. Під час облоги 1672 року монастир захищав молодий Іван Мазепа. Кілька разів у 1698 році приїжджав до монастиря Петро I, який перебував у Жовкві й Раві-Руській, укладаючи угоду з королем Августом II про спільні дії проти шведів у майбутній Північній війні.
У 1721 році Крехівський монастир став греко-католицьким. З цього часу ще більше посилюється його релігійне значення. З дерев'яного його перебудували на мурований. Постали північна в'їзна брама, дзвіниця, старша частина монастирського корпусу. Між 1721 і 1751 роками побудована нова мурована церква святого Миколая. На початку 1990-х років вона була переосвячена на церкву Преображення Господнього. Монастир славився своїми чудотворними іконами, яких у Крехові було чотири: три ікони Богородиці (одна з Верхрати) та ікона святого Миколая Великого.
У 1751 році до Крехова переїхали монахи із монастиря в Буцневі.
Протягом певного часу Крехів, на території якого розташований монастир, був серед королівських маєтностей (також — села Скварява, Чайкова Вулька, Кунин, Воля Кунинська), які державили шляхтичі.
Верхратську чудотворну ікону Богородиці із скасуванням василіянського монастиря у Верхраті 1808 року урочисто було перенесено до монастиря отців-василіян у Крехові. Тут продовжували здійснюватися чуда. Після закриття монастиря в Крехові чудотворну ікону вдалося перенести до львівського храму св. Параскевії П'ятниці. З виходом із підпілля Греко-Католицької Церкви урочисто 19 травня 1991 року з львівського храму Крехівську (Верхратську) чудотворну ікону Пресвятої Богородиці було повернуто до Крехова.

### Книгозбірня монастиря
Разом із заснуванням Крехівської обителі в перших десятиліттях XVII ст. розпочалось і формування її книжкового зібрання. Вже у другій третині XVII ст. книгозбірня налічувала близько сотні книг, а наприкінці наступного століття — понад півтисячі, та була однією із найбільших у василіянських монастирях Галичини в останній чверті XVIII ст.
Особливо цінну колекцію книг у монастирі становили богослужбові видання — стародруки та рукописи, московські, київські, львівські, унівські, почаївські друки тощо. Окрім комплекту богослужбових книг, книгозбірня налічувала різнотематичну літературу релігійного та світського (особливо наприкінці XVIII ст.) характеру — видання з екзегетики, патристики, аскетики, морального богослов'я, катехизми, проповідницька література, книги історичного характеру, кодекси з філософії, античної літератури тощо.
Наприкінці ХІХ — першій третині ХХ ст. про цінні рукописи та стародруки з Крехівської обителі писали такі дослідники як: Іван Франко, Василь Щурат, Ярослав Гординський, Василь Лев, Іван Огієнко. Особливу увагу привернули декілька рукописів — «Крехівський Апостол», «Історія про Варлаама і Йоасафа», «Крехівська Палея» та ін.
У 1949 році монастир був закритий, в його спорудах розмістили дитячий будинок, згодом школу-інтернат для розумово-відсталих дітей. У 1963 році Крехівський монастирський комплекс внесений у список пам'яток архітектури України, що перебувають під охороною держави.
Василь Григорович-Барський згадує про монастир:
|  | …Звідти пішли ми до монастиря, що зветься Крехівський, і приспіли туди на вечірню. Були в церкві й бачили, як усе по чину й гарно правиться. Після того ігумен і братія покликали нас на трапезу і там також бачили ми доброчинність і були чесно прийняті смиренними, старшнолюбними, вельми добронравними іноками. Там є в середині монастирія чотири церкви, а п’ята – зовні в лісі, ними споруджено й першу в честь Преображення Господнього. Тут ігумен ставиться лише на один рік і рівний він з братією по владі, тільки вважається достойні ший за іменем і гідністю; одне слово, в усьому достохвальна обитель… |

У «Географічному словнику Королівства Польського та інших земель слов'янських» так описується Крехівський монастир:
|  | …Василіянський монастир розміщений у гарній мальовничій місцевості. Від сходу, заходу та півдня оточують його узгір'я, покриті листяними лісами, та мають часом пологі а часом круті схили та де-не-де перерізані лісовими хащами з скелями та урвищами. На північ від монастиря тягнеться неозора рівнина, на якій лежать розкидані села та осади, урожайні ниви, що перетинаються місцями річками. Монастир був колись укріпленням і тому досих пір має багато ознак укріплення. Товстий, чотирьохбічний мур оточує всю територію монастиря. На кутах муру знаходяться восьмигранні вежі, а перед в'їзною брамою, оздобленою кам'яною скульптурою св. Миколая, над глибоким ровом підноситься кам'яний міст. Посередині обширного монастирського подвір'я стоїть церква з трьома куполами, збудована з білого каменю в італійсько-візантійському стилі, біля неї стоїть зліва висока, восьмигранна дзвіниця, а з правої сторони будівлв монастиря. З внутрішньої сторони мурів знаходиться обширний город. Кільканадцять років тому виходив на подвір'ї між старими липами струмок холодної води, який витікав з віддаленого джерела, але з часом труби позатикались, а коштів на відновлення не вистарчає. У монастирській бібліотеці були численні та цінні староруські, а також польські та латинські друковані книги та рукописи. Всього в каталозі було 396 книг, найстарша хроніка була з 1493 року. На віддалі чверть милі від монастиря на північ, стояв біля бровару на невеликій могилі, високий кам'яний стовп, увінчаний хрестом, і поставлений згідно з легендою на тому місці, де було вбито сина хана татарського гарматним пострілом з північної башні… |

Відродження святині наступило 29 серпня 1990 року. Тоді до Крехова повернулися ченці оо. Василіяни, що прибули з Гошівського монастиря. На середину 90-х років у Крехівському монастирі мешкало понад 80 братів, які з'їхалися майже з усієї України. У 2004 році в межах монастиря постала дерев'яна церква Покрови Пресвятої Богородиці та нова дзвіниця. Побудована в стилі українського бароко за проєктом архітектора С. Цимбалюка.

## Опис
Оточена стінами територія монастиря в плані має форму неправильного п'ятикутника. Колись головним храмом обителі служила дерев'яна Преображенська церква — трьохзрубна, триголова, характерна пам'ятка галицької школи народної архітектури. Побудували її в 1658 році львівські майстри Андрій і Адам, розписував живописець Н. Петрахнович.
Автором ікон був український маляр Василь зі Львова.
Нині головним храмом монастиря є кам'яна церква Преображення ГНІХ, побудована в 1721—1737 роках на місці розібраної дерев'яної Троїцької церкви. Храм неодноразово реконструювався і ремонтувався. Над його центральною частиною височіє шоломоподібний купол на восьмигранному барабані. Купол аналогічної форми, але без барабана, увінчує апсиду. Головний вхід відмічений скромним порталом з рельєфним зображенням святого Миколи. Над внутрішнім убранням храму працювала ціла низка видатних українських майстрів XVIII ст.: іконостас створив Василь Петранович, над царською брамою працював Іван Щуровський, вівтар — творіння Матвія Полейовського, різьблену кафедру-амвон виготовив Олександр Кулявський, розписували храм львівські живописці Петро Вітаніцький та Остап Білявський. На жаль, більшість цих видатних витворів українського мистецтва не збереглася, вони загинули після ліквідації більшовиками монастиря в 1949 році.
Три корпуси келій, що відносяться до різних часів, утворюють в плані Т-подібний контур. Найбільш ранній корпус, що витягнувся уздовж східного прясла кріпосних стін і примикає до апсиди церкви Преображення ГНІХ, споруджений в 1755 році. Його продовженням служить побудований в 1775—1780 рр. другий братський корпус. У 1898—1902 роках за проєктом архітектора І. Вишневського був споруджений третій корпус, що розташувався уздовж південно-західної стіни.
Збереглися гравюри Діонісія Сенкевича з 1699 і 1705 рр. з докладним зображенням і розміщенням усіх будівель монастиря з чотирма церквами, келіями, кутовими вежами і потужною вежею-дзвіницею.

## Ігумени
- о. Йоіль
- о. Діонізій Сінкевич (†бл. 1730) — уродженець Роздолу, потім ігумен монастиря св. Юра
- о. Сильвестр Лащевський
- о. Ігнатій Сінгалевич (1841—1843)
- о. Варлаам Компаневич
- о. Еміліян Коссак (1846—1881)
- о. Діонисій Ткачук
- о. Павло Теодорович
- о. Порфирій Луцик
- о. Теодозій Янків
- о. Василь Тучапець
- о. Пантелеймон Саламаха
- о. Атанасій Євуш
- о. Іван Майкович
- о. Володимир Маланюк

## Галерея

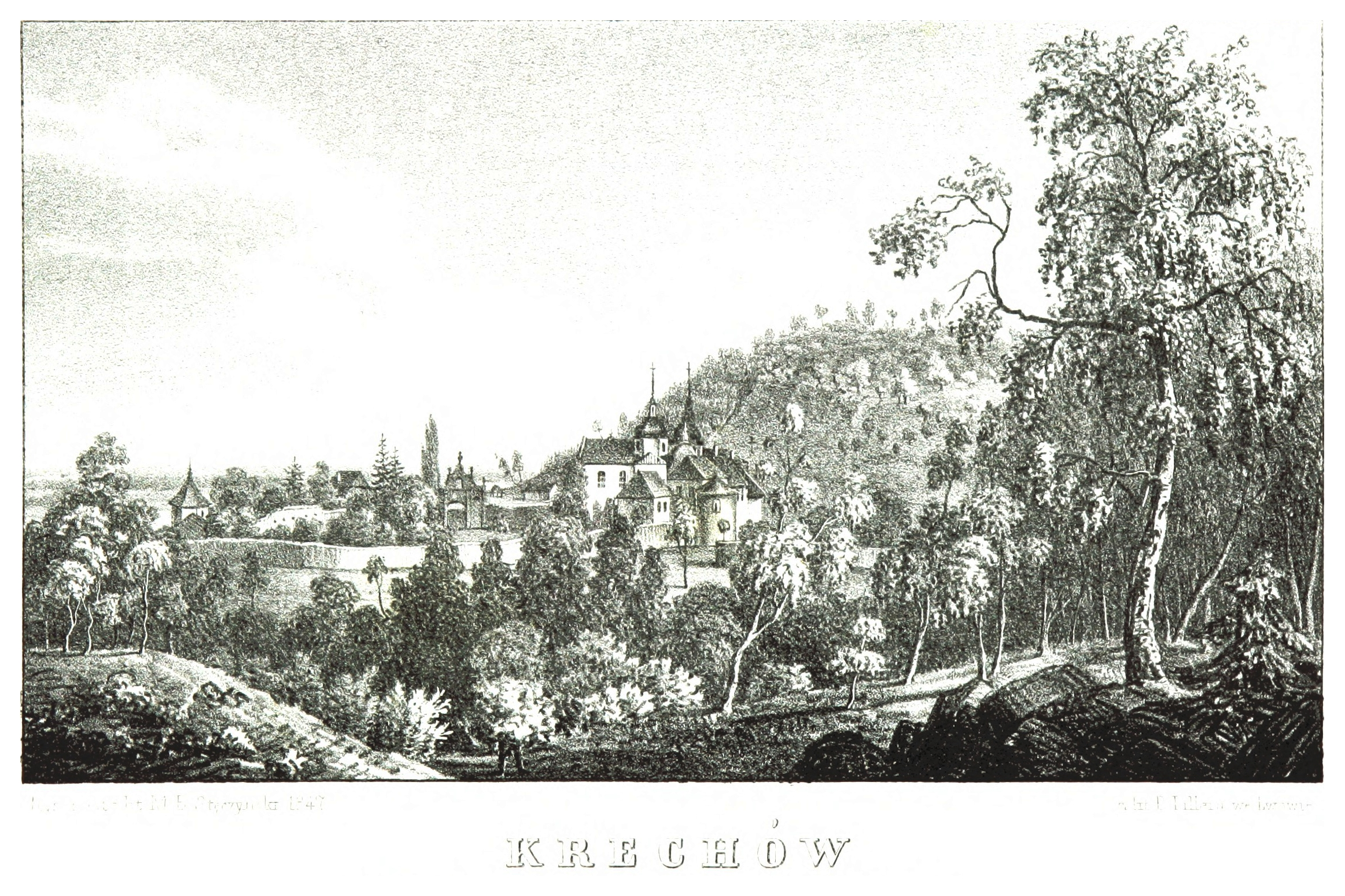
Крехівський монастир (1847)
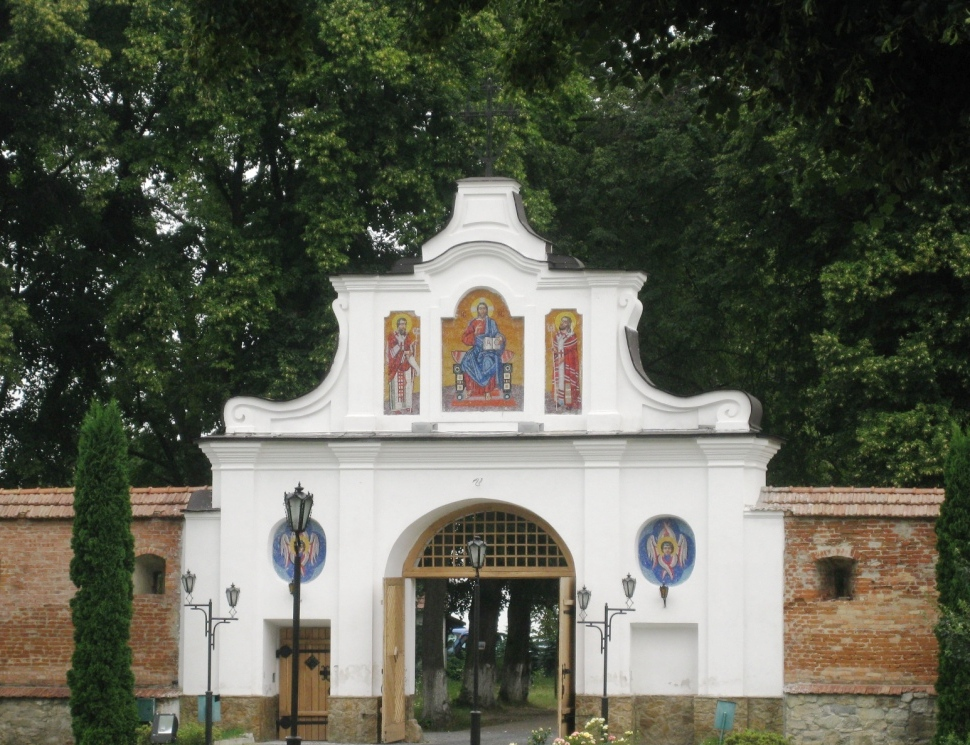
Брама монастиря
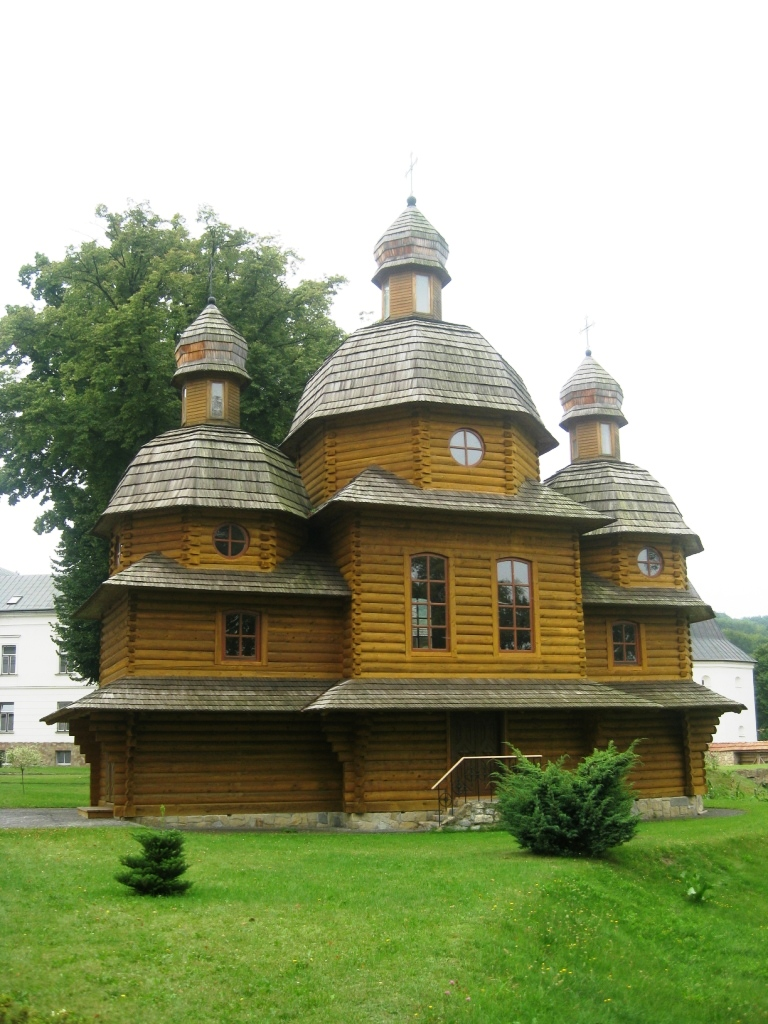
Церква Покрови Пресвятої Богородиці
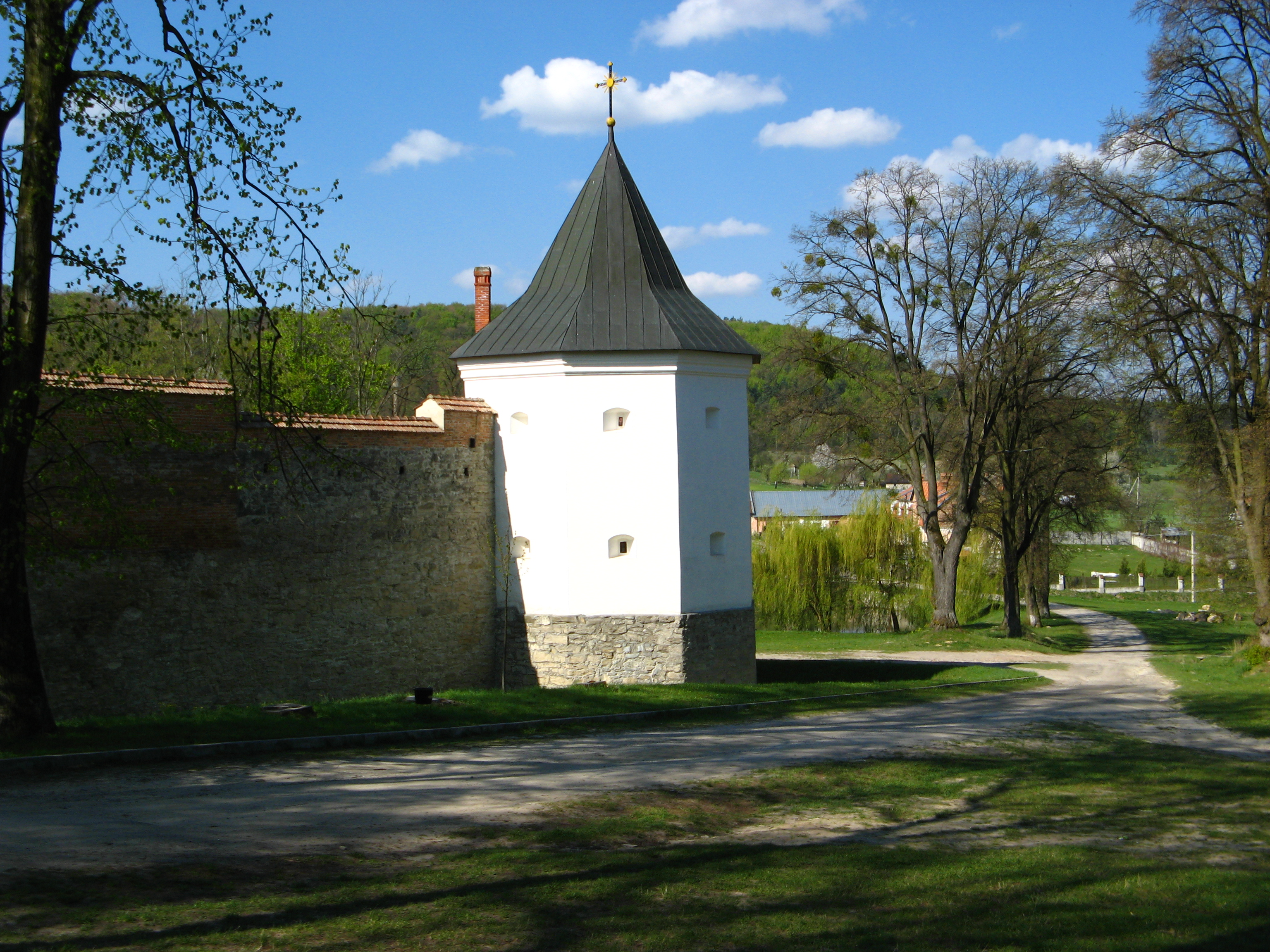
Кутова вежа
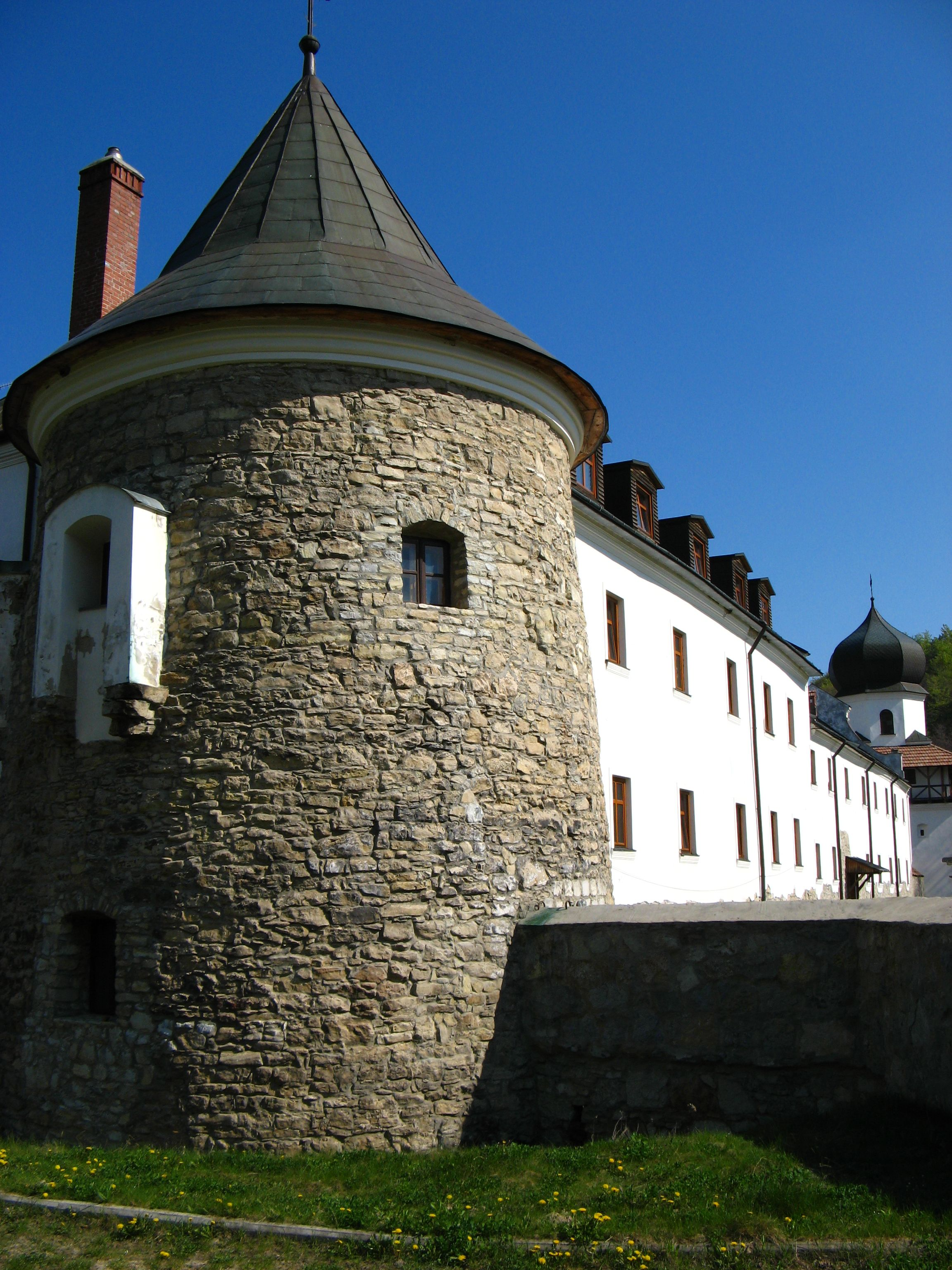
Кругла вежа
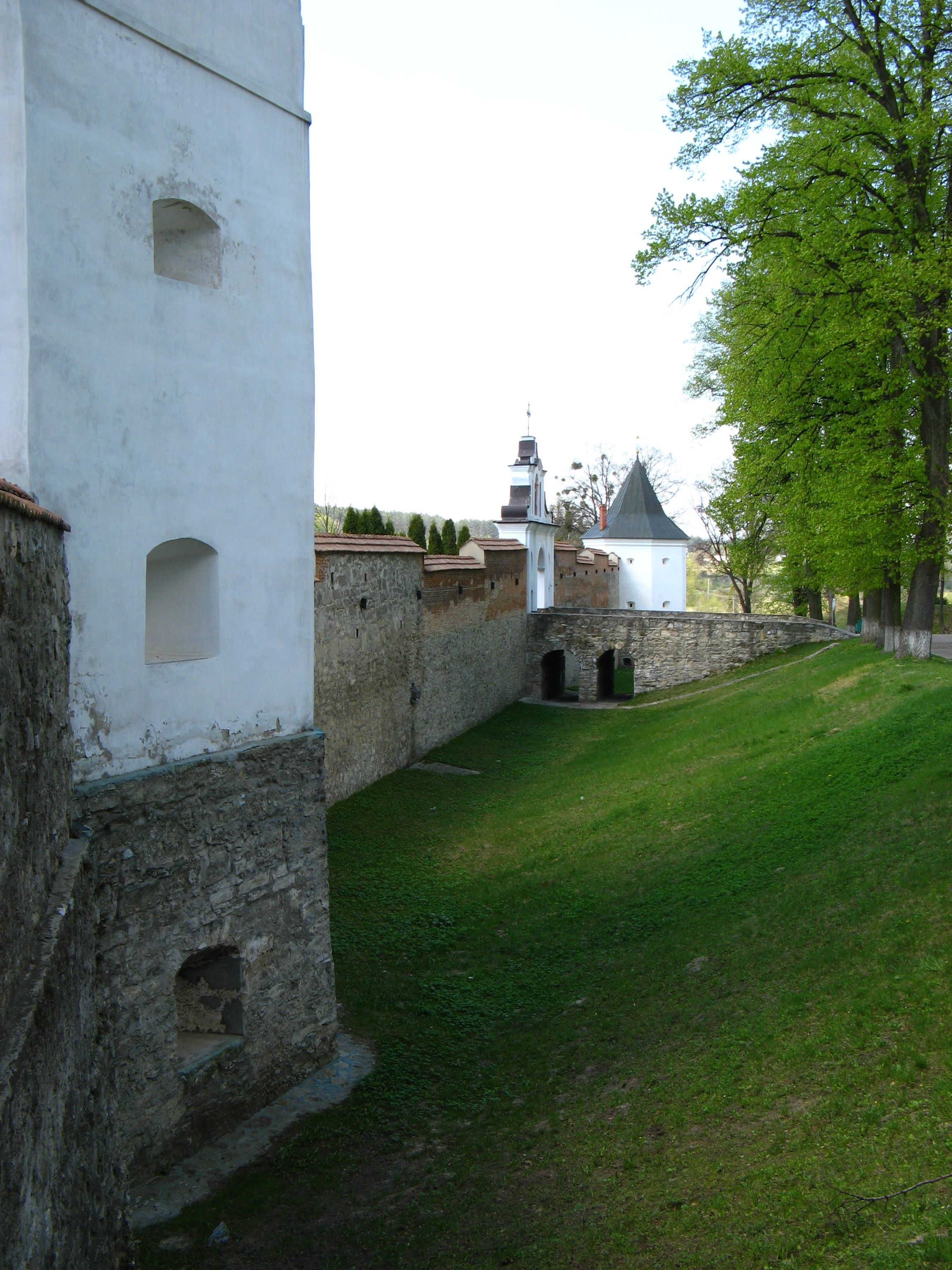
Вигляд на головний вхід
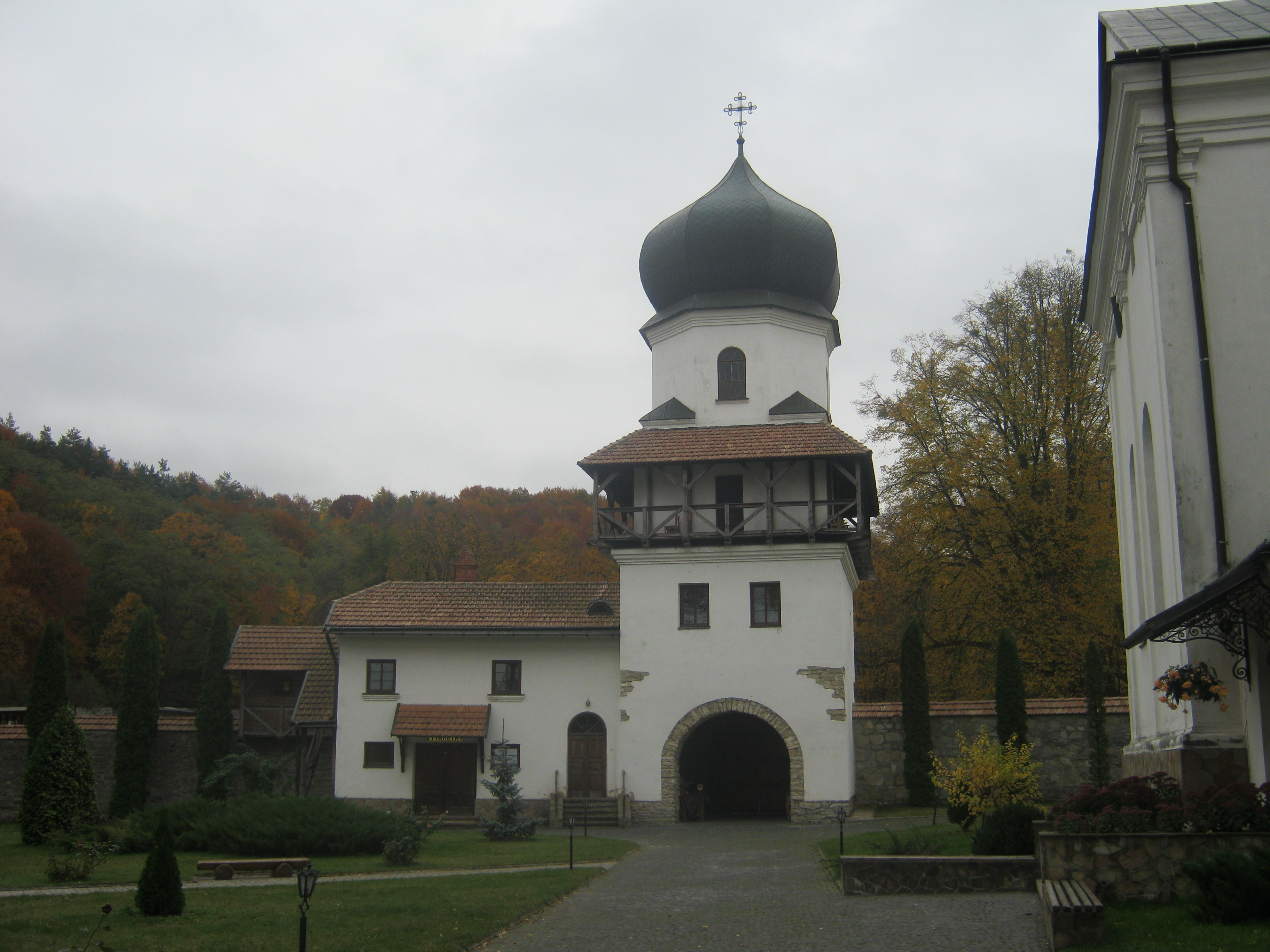
Надбрамна вежа
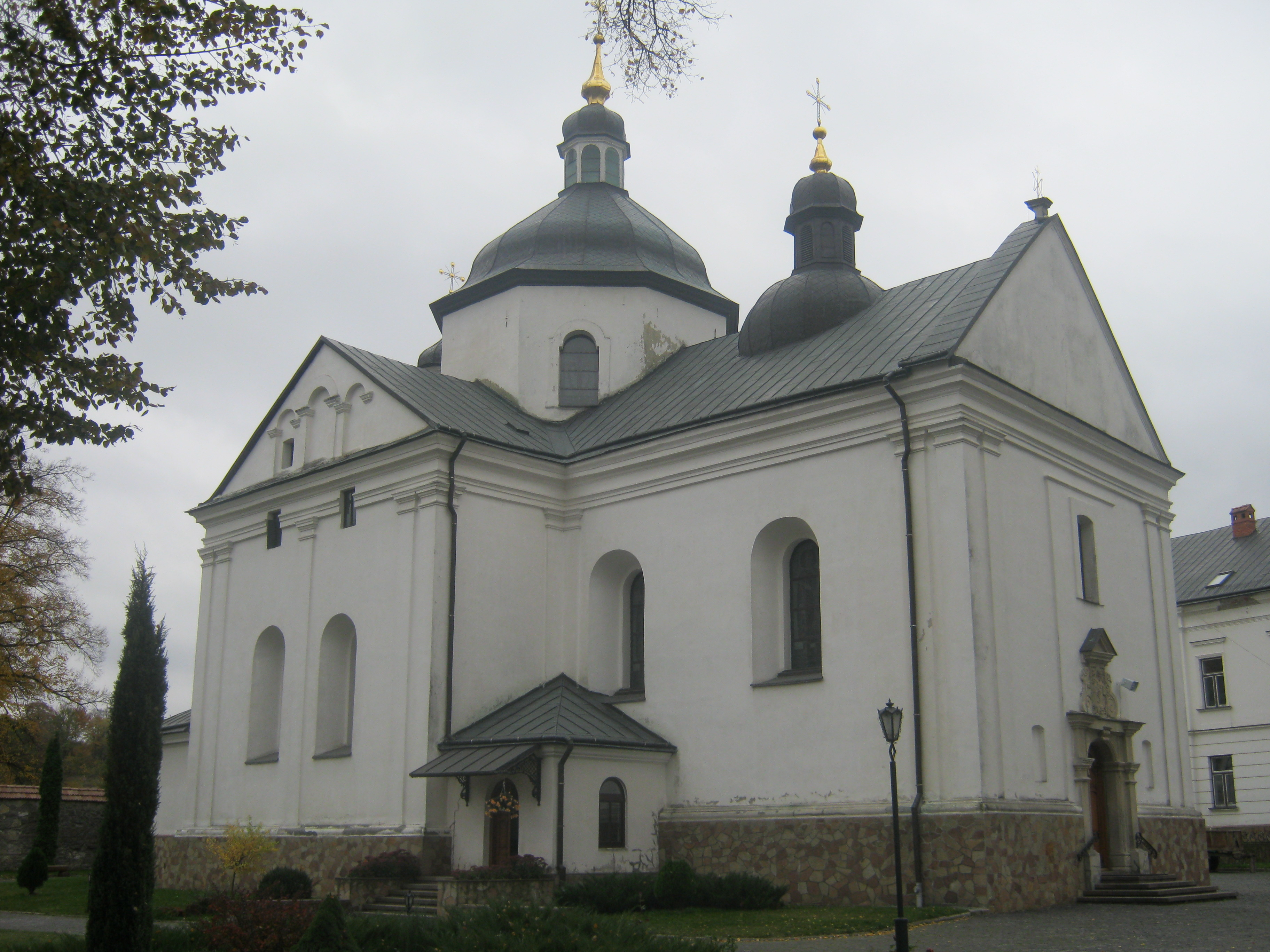
Храм Преображення Господнього
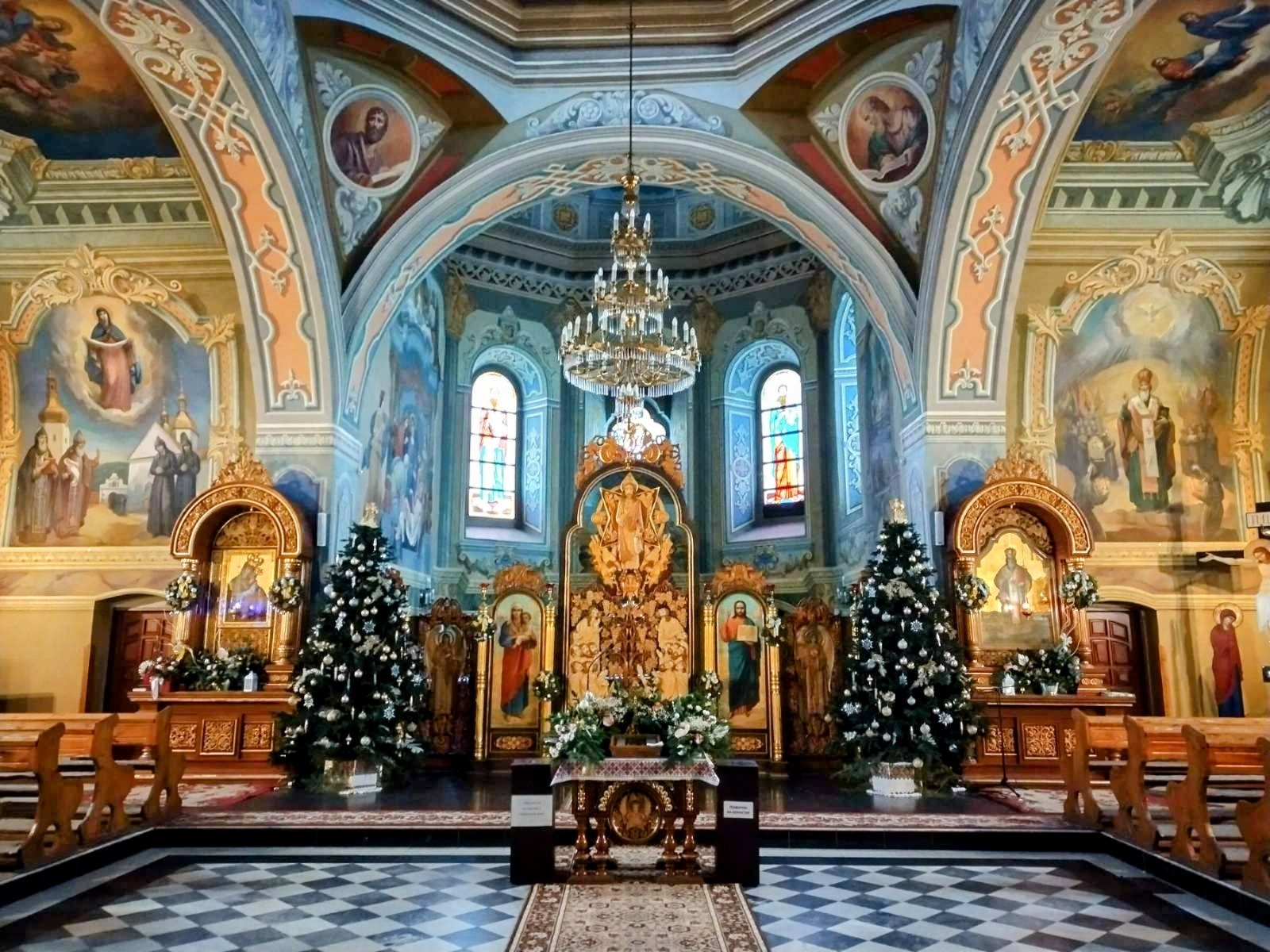
Головний іконостас церкви Преображення Господнього
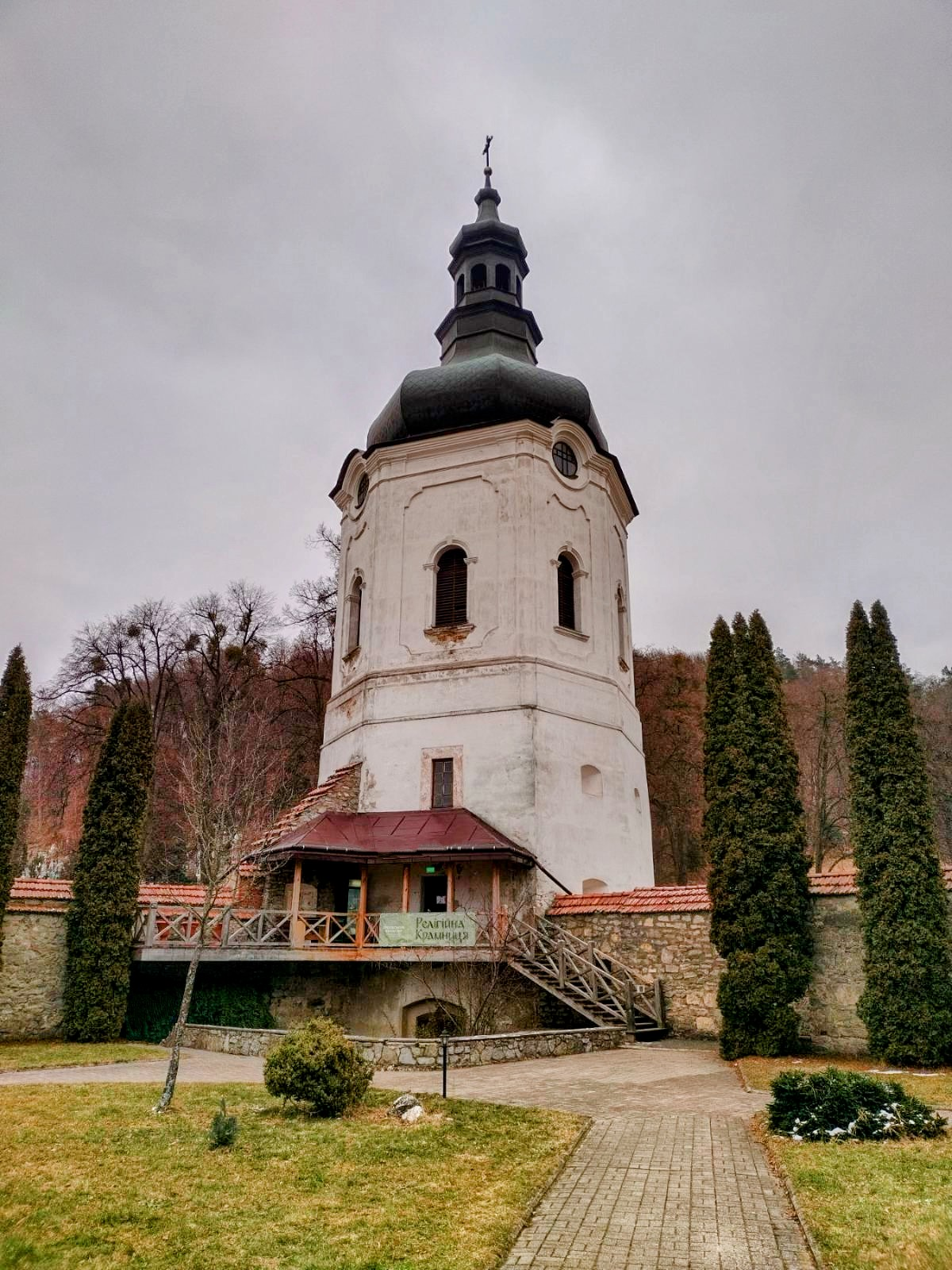
Верхня вежа
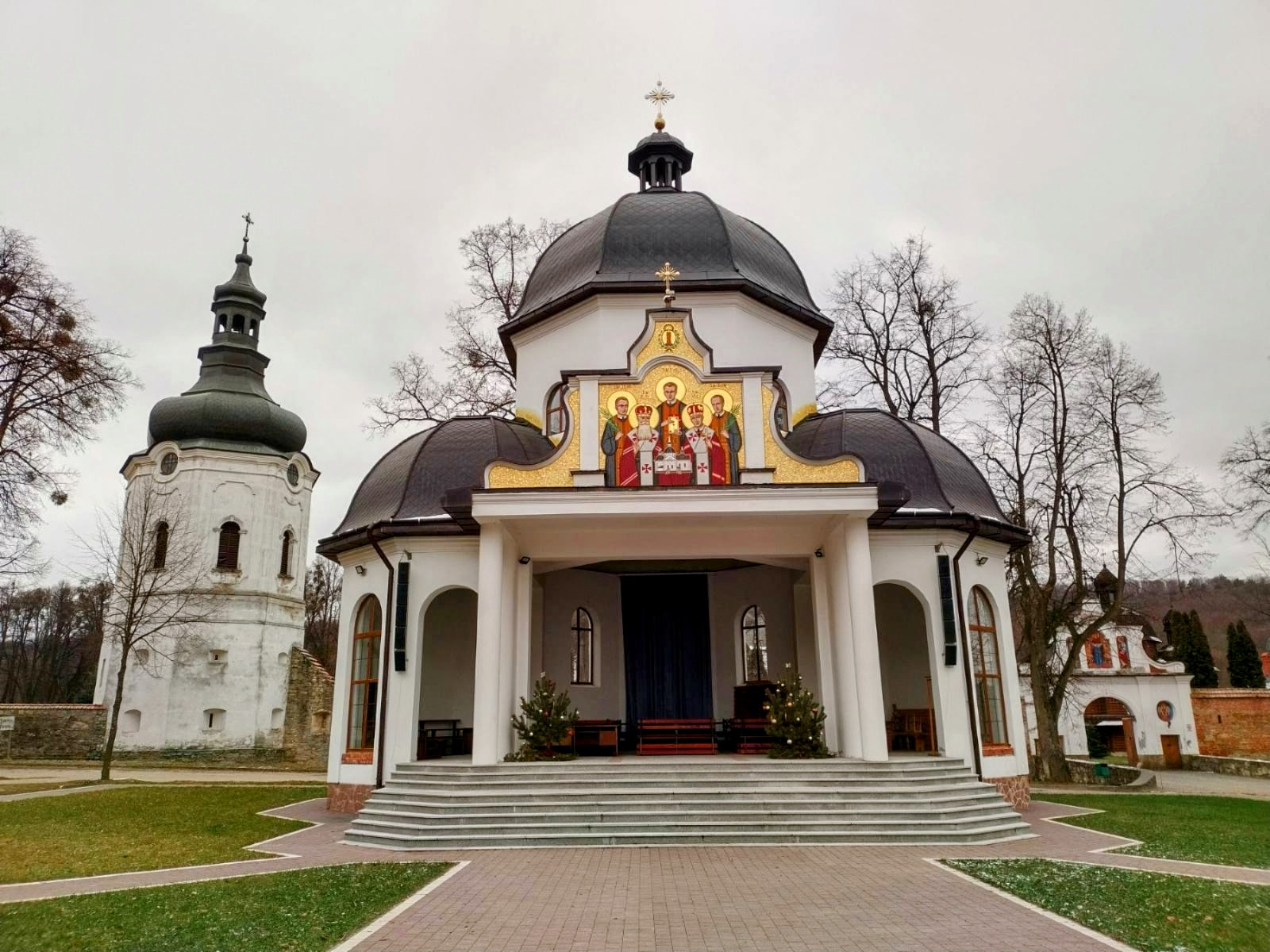
Каплиця біля головного входу
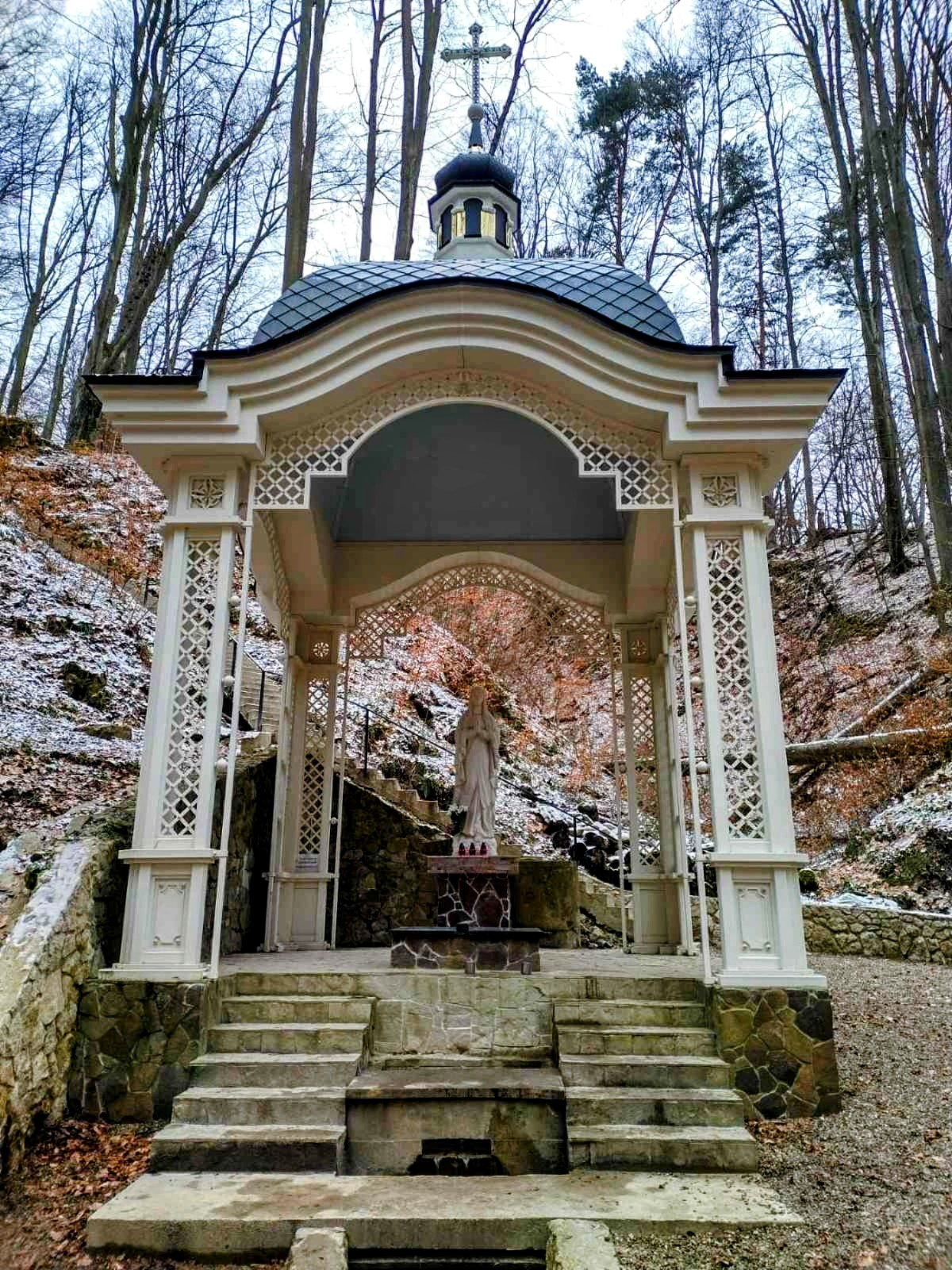
Каплиця Пресвятої Богородиці при джерелі